# 紐奧良港

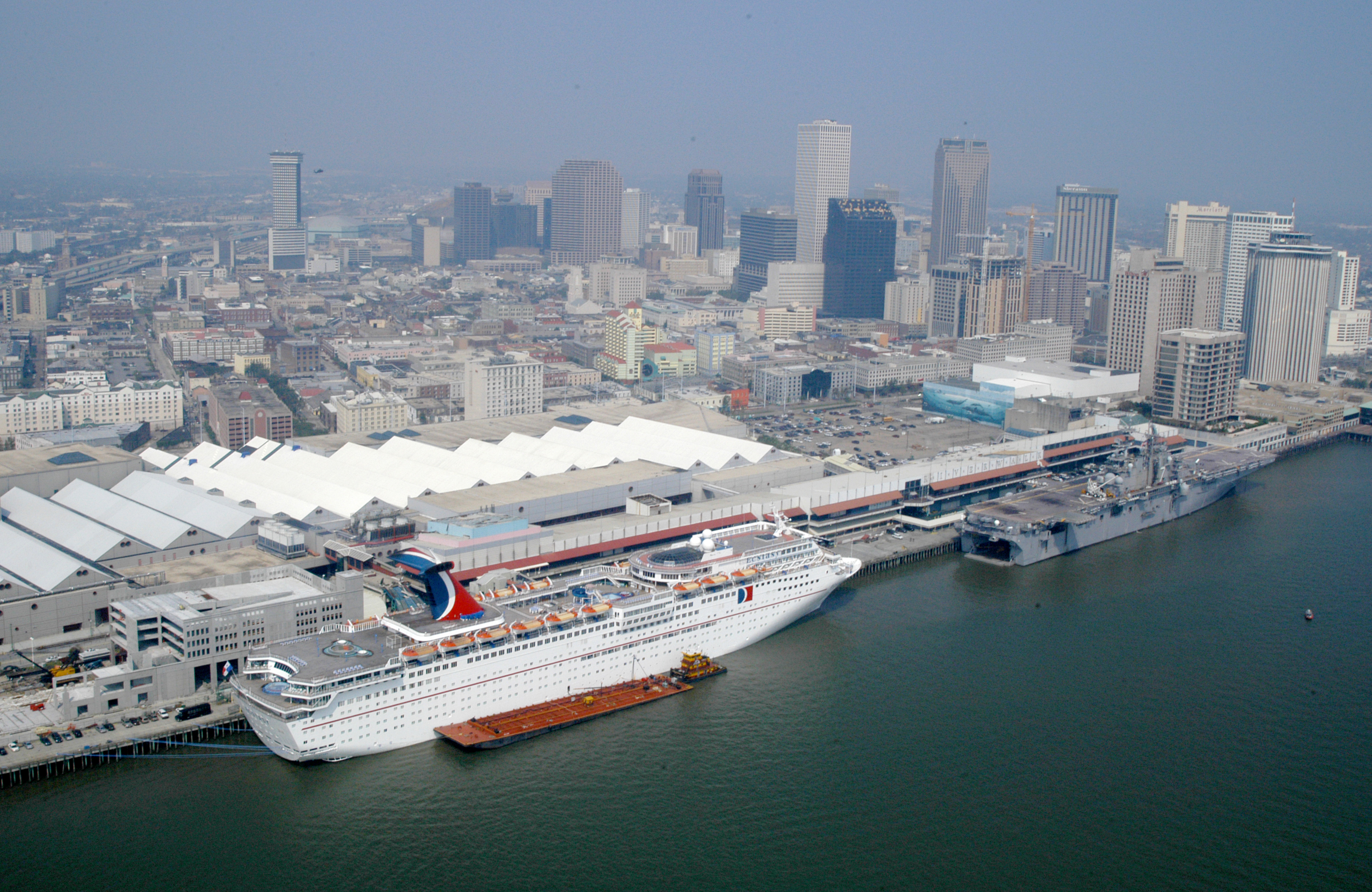
紐奧良港

紐奧良港（英語：Port of New Orleans）是位於美國東南部路易斯安那州紐奧良的一座港口，按貨物處理量來看，紐奧良港是美國第六大港口，僅次於南路易斯安那港。紐奧良港擁有世界最長的碼頭，長達2.01英里（3.4公里），可以同時停泊15艘船舶。     

## 外部連結
- Official website （页面存档备份，存于）

29°56′13″N 90°03′43″W / 29.93694°N 90.06194°W